# Episodi di Bugs - Le spie senza volto (prima stagione)
La prima stagione della serie televisiva Bugs - Le spie senza volto è stata trasmessa in anteprima nel Regno Unito dalla BBC One tra il 1º aprile 1995 e il 10 giugno 1995.
| nº | Titolo originale        | Titolo italiano | Prima TV UK    | Prima TV Italia |
| -- | ----------------------- | --------------- | -------------- | --------------- |
| 1  | Out of the Hive         |                 | 1º aprile 1995 |                 |
| 2  | Assassins Inc.          |                 | 8 aprile 1995  |                 |
| 3  | All Under Control       |                 | 15 aprile 1995 |                 |
| 4  | Down Among the Dead Men |                 | 22 aprile 1995 |                 |
| 5  | Shotgun Wedding         |                 | 29 aprile 1995 |                 |
| 6  | Stealth                 |                 | 6 maggio 1995  |                 |
| 7  | Manna from Heaven       |                 | 20 maggio 1995 |                 |
| 8  | Hot Metal               |                 | 27 maggio 1995 |                 |
| 9  | A Sporting Chance       |                 | 3 giugno 1995  |                 |
| 10 | Pulse                   |                 | 10 giugno 1995 |                 |